# بردمیک: شوک و وحشت
بردمیک یا بردمیک: شوک و وحشت (به انگلیسی: Birdemic shock and terror) فیلمی به کارگردانی جیمز نگوین در ژانر وحشت و عاشقانه است که در سال ۲۰۱۰ با بودجه محدود ۱۰٬۰۰۰ دلاری منتشر شد. این فیلم که جزو بدترین فیلم‌های ساخته شده می‌باشد، آشکارا از فیلم پرندگان اثر آلفرد هیچکاک الهام گرفته شده است.

## داستان
دسته ای از پرندگان به صورت نامعلوم به یک شهر کوچکی حمله می‌کنند و بسیاری از شهروندان کشته می‌شوند… چه کسانی در این حمله وحشیانه زنده خواهند ماند؟

## بازخوردها
این فیلم در سراسر جهان با نقدهای بسیار منفی همراه بود. این فیلم با بازی‌های افتضاح، دیالوگ‌های کلیشه ای و به خصوص جلوه‌های ویژه آماتوری توانست لقب بدترین فیلم در جهان را به خود اختصاص دهد.

## دنباله‌ها
با وجود نقدهای منفی، دنباله‌های این فیلم در سال‌های ۲۰۱۲ و ۲۰۲۳ تحت عنوان بردمیک: رستاخیز و بردمیک: عقاب دریا منتشر شد که در کمال تعجب، همان داستان قسمت اول را تکرار می‌کردند.